# Leptoclinides carduus
Leptoclinides carduus är en sjöpungsart som beskrevs av Kott 200. Leptoclinides carduus ingår i släktet Leptoclinides och familjen Didemnidae. Inga underarter finns listade i Catalogue of Life.